# U23-Straßenlauf-Länderkampf der Männer 1994 Deutschland – Russland
| 6. Leichtathletik-Länderkampf mit deutscher Beteiligung 1994 | 6. Leichtathletik-Länderkampf mit deutscher Beteiligung 1994 |
| ------------------------------------------------------------ | ------------------------------------------------------------ |
|                                                              |                                                              |
| U23-Straßenlaufvergleich der Männer: Deutschland – Russland  |                                                              |
| Austragungsort                                               | Schortens                                                    |
| Wettbewerbe                                                  | 1                                                            |
| Datum                                                        | 20. August                                                   |
| 1. RUS 2. GER                                                | 4:19:58 h 4:30:54 h                                          |
| Chronik                                                      |                                                              |
| ← GER-FRA-RUS-SUI 007kampf (U23-F)                           | GER-RUS Str'lauf (U23-F) →                                   |

Der sechste Vergleich des Länderkampfjahres 1994 bestand in einem Straßenlauf. Bis einschließlich 1991 hatte diese Disziplin mit Beteiligung verschiedenster Länder seit mehreren Jahrzehnten durchgängig auf dem Programm gestanden. 1992 war das zum ersten Mal nicht der Fall gewesen und auch 1993 wurde kein Straßenlaufländerkampf ausgetragen. 1994 fand am 20. August in der niedersächsischen Stadt Schortens wieder ein Straßenlaufländerkampf statt. Beteiligt waren die U23-Läufer aus Deutschland und Russland. Diese Begegnung war eine Premiere.
Auch die U23-Straßenläuferinnen der beiden Länder bestritten am selben Ort einen eigenen Länderkampf.

## Modus
Zur Austragung kam diesmal ein Halbmarathonlauf. Startberechtigt waren sechs Teilnehmer je Land. Gewertet wurden die vier besten Läufer der einzelnen Teams über die Addition ihrer Zeiten.

## Ergebnis
Die russischen Vertreter gestalteten die Begegnung deutlich überlegen. In der Einzelwertung belegten sie die Ränge eins sowie zwei bis sechs. Ihre Gesamtzeit betrug 4:19:58 h. Die deutschen Läufer lagen mit ihren 4:30:54 h fast elf Minuten zurück. So gab es im sechsten Länderkampf des Jahres 1994 die sechste Niederlage.

### Einzelresultat Halbmarathonlauf
| Platz | Athlet                 | Land | Zeit (h) |
| ----- | ---------------------- | ---- | -------- |
| 01    | Sergei Fedotow         | RUS  | 1:03:45  |
| 02    | Salvatore Di Dio       | GER  | 1:04:51  |
| 03    | Pawel Kokin            | RUS  | 1:04:52  |
| 04    | Wasili Schustin        | RUS  | 1:05:10  |
| 05    | Alexej Arefijew        | RUS  | 1:06:11  |
| 06    | Wiktor Kusnezow        | RUS  | 1:06:42  |
| 07    | Dirk Schinkoreit       | GER  | 1:07:26  |
| 08    | Jens Borrmann          | GER  | 1:08:00  |
| 09    | Wjatscheslaw Rodowikow | RUS  | 1:09:04  |
| 10    | Christoph Melcher      | GER  | 1:10:37  |
| 11    | Michael Loth           | GER  | 1:11:35  |
| 12    | Thomas Greger          | GER  | 1:26:21  |